# Quimilí
Quimilí – miasto w Argentynie, w prowincji Santiago del Estero, stolica departamentu Moreno.
Według danych szacunkowych na rok 2010 miejscowość liczyła 15 052 mieszkańców.